# Équipe de république démocratique du Congo féminine de basket-ball
Cet article traite de l'équipe féminine. Pour l'équipe masculine, voir Équipe de république démocratique du Congo masculine de basket-ball
Maillots
L'équipe de république démocratique du Congo féminine de basket-ball est l'équipe nationale qui représente la république démocratique du Congo dans les compétitions internationales féminine de basket-ball. Elle est placée sous l'égide de la Fédération de République démocratique du Congo de basket-ball (FEBACO). L'équipe est affiliée à la FIBA depuis 1963. Elle est surnomée "Les Léopards dames".
Elle a porté de 1971 à 1997 le nom d'équipe du Zaïre féminine de basket-ball. La sélection remporte à trois reprises le Championnat d'Afrique, en 1983, 1986 et 1994. Elle termine deuxième en 1981, 1984, 1990 et en 1997 et prend la troisième place en 2000.

## Histoire

### Révélation et premier sacre (1983)
Le 3 avril 1983 à Luanda est donné le coup d’envoi du 9ème Championnat d'Afrique féminin de basket-ball. Deux ans après le précédent à Dakar qui avait enregistré la montée en puissance des Léopards et de l'Angola. Ces dernières avaient terminé deuxième et troisième au classement. Les Sénégalaises s'étaient imposer pour la quatrième fois dans la compétition continentale cette année là.
Le tournoi qui devait regrouper une dizaine d’équipes réparties en deux poules se trouve donc ramené à un groupe unique avec six équipes. Le public est venu en masse à la « Citadela » des sports de Luanda, près de 14 000 spectateurs, une première dans l’histoire du basket féminin africain pour le match inaugural. Le match d’ouverture entre le pays organisateur et les Sénégalaises n’est pourtant qu’une formalité pour les championnes d’Afrique, les Lionnes qui s’imposent largement par 86 à 38. Le public local est déçu par son équipe, il n’empêche qu’il est fidèle à la compétition.
Le 8 avril se joue le match qui va décider de l’issue du tournoi entre les Sénégalaises et les Zaïroises, finalistes en 1981 à Dakar. Les Zaïroises ont pour l’essentiel conservé l’ossature de leur équipe conduite par l’entraîneur Ngoie Wa Ngoie. Quant aux Sénégalaises, elles sont dirigées par Bonaventure Carvalho, aux commandes depuis une vingtaine d’années. Celui-ci a déplacé une équipe qui comprend de nouvelles joueuses. Le duel tourne finalement à l’avantage des Zaïroises qui s’imposent par une différence de deux paniers (72-68). Les joueuses de l’équipe du zaïre Longanza Kamimbaya, Komichelo Kayumba, Nguya Narwété et Lingenga Liyoko récoltent les fruits d’une bonne préparation. Le Président Mobutu en personne est intervenu à plusieurs reprises pour mettre à la disposition de l’équipe nationale les moyens de travail réclamés par son encadrement. Le match débutent et les sénegalaises sont vite débordées par les Zaïroises qui ont une avance de sept points à la pause (37-30). Longanza et ses coéquipières vont creuser encore l’écart à 13 points (51-38) à la 30ème minute de la rencontre. Le succès zaïrois a tout de même un éclat particulier car pour sa deuxième participation, l’équipe d’Afrique centrale remporte le trophée continental.

### Crise de 1994
Après avoir fini à la 4e place au championnat d'afrique en 1993, les léopards se qualifient également pour l'édition suivant.
En 1994, le Zaïre traversait une crise économique qui n'a pas permis au gouvernement de financer l'équipe pour la compétition. A quelques jours de la compétition, les léopards n'avaient pas les moyens de prendre l'avion pour aller en Afrique du Sud, pays organisateur. Des donateurs ont permis à l'équipe de voyager pour la compétition. À leur arrivée en Afrique du Sud, l'équipe n'avait pas de maillots et survêtements. Le BC Ruwenzori, donna à l'équipe nationale ses maillots pour jouer la compétition et grâce à Catherine Nzuzi wa Mbombo l'équipe obtint des survêtements juste avant le défilé d'ouverture. Durant cette compétition où les léopards sont arrivées sans moyens financiers, elles vont gagner tous leur matchs de la compétition avec Youyou Mwadi qui n'avait que 18 ans, 4 mois et 14 jours au début de la compétition et elle finit meilleure joueuse de la compétition.

## Résultats

### Palmarès
| Compétitions mondiales                             | Compétitions continentales |
| -------------------------------------------------- | --- |
| - Jeux olympiques - Néant - Coupe du monde - Néant | - AfroBasket (3) - Vainqueur en 1983, 1986 et 1994 - Finaliste en 1981, 1984, 1990 et 1997 - Troisième en 2000 - Jeux africains (1) - Vainqueur en 1987 - Finaliste en 1999 et 2003 - Troisième en 1991 |

### Parcours en compétitions internationales

#### Jeux olympiques
| Année | Position      |      | Année         | Position |               | Année | Position |
| 1976  | Non qualifiée | 1996 | 12e           | 2016     | Non qualifiée |       |          |
| 1980  | Non qualifiée | 2000 | Non qualifiée | 2020     | Non qualifiée |       |          |
| 1984  | Non qualifiée | 2004 | Non qualifiée | 2024     | Non qualifiée |       |          |
| 1988  | Non qualifiée | 2008 | Non qualifiée | 2028     | -             |       |          |
| 1992  | Non qualifiée | 2012 | Non qualifiée | 2032     | -             |       |          |

#### Coupe du monde
| Année | Position      |      | Année         | Position |               | Année | Position |
| 1953  | Non qualifiée | 1979 | Non qualifiée | 2006     | Non qualifiée |       |          |
| 1957  | Non qualifiée | 1983 | 14e           | 2010     | Non qualifiée |       |          |
| 1959  | Non qualifiée | 1986 | Non qualifiée | 2014     | Non qualifiée |       |          |
| 1964  | Non qualifiée | 1990 | 15e           | 2018     | Non qualifiée |       |          |
| 1967  | Non qualifiée | 1994 | Non qualifiée | 2022     | Non qualifiée |       |          |
| 1971  | Non qualifiée | 1998 | 16e           | 2026     | -             |       |          |
| 1975  | Non qualifiée | 2002 | Non qualifiée | 2030     | -             |       |          |

#### AfroBasket
| Année | Position      |      | Année         | Position     |               | Année | Position |
| 1966  | Non qualifiée | 1990 | Finaliste     | 2013         | Non qualifiée |       |          |
| 1968  | Non qualifiée | 1993 | 4e            | 2015         | Non qualifiée |       |          |
| 1970  | Non qualifiée | 1994 | Vainqueur     | 2017         | 9e            |       |          |
| 1974  | Non qualifiée | 1997 | Finaliste     | 2019         | 6e            |       |          |
| 1977  | Non qualifiée | 2000 | Troisième     | 2021         | Non qualifiée |       |          |
| 1979  | Non qualifiée | 2003 | 7e            | 2023         | 12e           |       |          |
| 1981  | Finaliste     | 2005 | 4e            | 2025         | Non qualifiée |       |          |
| 1983  | Vainqueur     | 2007 | 7e            | 2027         | -             |       |          |
| 1984  | Finaliste     | 2009 | Non qualifiée | Pays inconnu | -             |       |          |
| 1986  | Vainqueur     | 2011 | 7e            | Pays inconnu | -             |       |          |

## Personnalités historiques

### Joueuses marquantes
- Zaina Kapepula
- Mwadi Mabika
- Bernadette Ngoyisa
- Ginette Mfutila Makiese
- Chanel Mokango
- Natacha Mambengya Teba

### Entraîneurs successifs
- 1981-1994 :  Théophile Ngoie wa Ngoie[5]
- 1994-1998 :  Mozin Mozingo
- 2011 :  Bukapa Ismibangu[6]
- 2017 :  Papy Kakunde
- 2017-2019 :  Papy Kiembe
- 2023 :  Bellarmin Tshibangu

## Effectif
Les joueuses suivantes ont participé à l'Afrobasket 2023.
| Numéro | Joueuse                 | Poste         | Naissance         | Taille | Club                      |
| ------ | ----------------------- | ------------- | ----------------- | ------ | ------------------------- |
| 4      | Liliane Ikete           |               | 22 mars 2005      |        | BC Flamurtari Vlorë       |
| 5      | Gracia Nguz             |               | 29 juin 1992      |        | ASB Makomeno              |
| 6      | Tania Kokolo            | Meneuse       | 17 septembre 2000 | 1,67 m | BC CNSS                   |
| 7      | Ketia Mbelu             | Meneuse       | 18 avril 2001     | 1,64 m | BC CNSS                   |
| 8      | Feza Ebengo             |               | 16 novembre 1999  |        | REG BBC                   |
| 9      | Déborah Kaba            | Ailière forte | 29 juin 2000      | 1,84 m | BC CNSS                   |
| 10     | Déborah Washini         | Ailière forte | 17 mai 1999       | 1,89 m | BC CNSS                   |
| 11     | Cecile Nyoka            | Arrière       | 18 septembre 1986 | 1,77 m | BC CNSS                   |
| 12     | Mariana Muadi           |               | 4 décembre 1996   |        | Almería                   |
| 13     | Grâce Malu Irebu        |               | 5 janvier 1998    |        | BC CNSS                   |
| 14     | Christelle Mafuta Ngusu |               | 23 février 1989   | 1,85 m | Energie BBC               |
| 15     | Ginette Mfutila         | Ailière forte | 20 avril 1988     | 1,89 m | ASA Sceaux Basket Féminin |

| Encdrement Technique | Nom                   |
| -------------------- | --------------------- |
| Entraîneur           | Bellarmin Tshibangu   |
| Adjoint              | Ravane Mwimba         |
| Adjoint              | Agnes Mbudi           |
| Directeur technique  | Simplice Tshibangu    |
| Adjoint              | André Lej Kai         |
| Médecin              | Jacques Kalenga Ngoie |
| Intendante           | Adèle Kasala          |
| Kinésithérapeute     | Lily Nzola Gabi       |